# 武漢返臺包機事件
武漢返臺包機事件是中國大陸湖北武汉2019冠狀病毒病疫情暴发后，于2020年1月23日“封城”，各地陸續專機離僑后，关于中國大陸湖北省境内的台灣籍居民和陆籍配偶撤离回台湾的事宜，及所引发的一系列事件。
由于台灣籍居民身份触及臺灣海峽兩岸關係，陷入两岸政府间的政治攻防困境，迟迟未能成行。中國國民黨七人小组介入后，由湖北省台办确定乘客名单，以“春節加班包機”名義（台灣称为「武漢撤僑包機」）在2月3日完成第一班中國大陸返台包机。飞机抵台后，一位不在台灣陸委會优先乘客名單上的乘客成为台湾第11例確診病例。台湾方面认为造成台灣防疫破口，所以原安排於2月5日、6日的后续包机班次，兩地無法達成共識。其后台方提出自行派飞机到武汉接回滞留居民、派遣检疫人员在登機前檢疫等要求均遭大陆方面拒绝。中国大陆之后提出的方案一週內將數千人全數送回臺灣、遭到台湾因防疫為由而拒绝。导致2月6日之后的后续返台包机事宜陷入停滞。
3月10日，第二批包機確認成行，然而有部分乘客未報到登機，另外2人未通過，無法抵台，其餘361名台灣人分別由華航與東航載運回台隔離。

## 背景

### 两岸關係
2020年1月11日，蔡英文赢得2020年中華民國總統選舉，两岸政府随即在外交领域开展攻防。2019冠狀病毒病疫情暴发后，台湾（中华民国）政府试图以主权国家身份取得参加世界卫生组织的资格。此举受到中华人民共和国政府激烈反对。2月6月，中共中央台湾工作办公室负责人发表谈话，称台湾“利用疫情趁火打劫”，“以疫谋独”。大陆媒体《新民晚报》在2月中旬的报道中，将本次事件归为蔡英文政府的“以疫谋独”。抑或将本次事件描述为，蔡英文政府“以疫谋独”三部曲的第二部。

### 配偶法律地位
中国大陆的日常行政中，中华人民共和国政府基于一个中国原则，不承认台灣籍居民（中華民國國民）为外国公民，视为中国公民、境外居民。台灣籍居民进出中国大陆持台胞證，不使用中華民國護照。在中国大陆居住六个月以上的台灣籍居民即可以中华人民共和国公民身份获得港澳台居民居住证，甚至可以在特殊情況下申辦一次性的中华人民共和国护照。
依照中華民國憲法，中华民国政府将港澳之外的中华人民共和国地区视为“大陆地区”而非“外国”。在中国大陆居民进入台湾地区的过程中，是持中华民国内政部移民署签发的《中華民國臺灣地區入出境許可證》出入台湾，期间，不使用中华人民共和国护照，而是需持中华人民共和国出入境管理局签发的《往来台湾通行证》出入中国大陆。中华民国政府在实务上，将包括陆籍配偶和港澳籍配偶在内的“大陆人民”归于有别于一般外国人的“特别或特殊身份之外籍人士”，此外，對於持有中華民國居留證者，可依法享有本地籍的部分權利。

## 经过

### 前奏
2020年初因中國大陸武漢發生2019冠狀病毒病，1月6日中華民國行政院副院長陳其邁邀請衛生福利部官員討論，並規劃派專家赴中國大陸武漢地區實地瞭解疫情並進行交流。1月11日晚疾管署接獲陸方同意，12日晚防疫醫師莊銀清及洪敏南抵達武漢，於13日和14日實地進行流行病學調查。16日兩名醫療專家在疾管署召開說明會，介紹疫情、病房、診治流程及感控措施，疾管署即日提升武漢市旅遊疫情建議至第二級警示。由於回報各地疫情突然大暴发，1月23日，武汉市緊急宣布“封城”，于當日關閉所有通道。其后，各国开展撤侨行动，将身在武汉的本国居民由飞机撤离出中国大陆。
最初媒体报道，约有两千多名台灣籍居民受困于中國大陸武汉地區。媒体指中華民國大陸委員會（以下简称陸委會）、海峽交流基金會（以下简称海基會）派出台湾专机接回台灣籍居民的意图被中国大陆方面拒绝。1月27日下午，中国大陆的海协会接到海基會的来函。1月28日，中共中央台办发言人马晓光回应，武汉台胞已获妥善照顾，无需台湾包机接回。并表示“近幾天，台灣媒體有關報導以及台灣方面有人聲稱已就各種管道與對岸協調，包括與海協會溝通協商，與實際情況不符。”陸委會法政处处长蔡志儒回应，受困台灣民眾主要是出差、旅游、探亲等短期停留者，非长期居留湖北人士。
2月1日，台商、時任国民党中央委员徐正文召开记者会，声称有500多名台籍「滯留者」等著回家。同时媒体报道了武汉台商K先生高烧七天缺乏医疗照顾的事情，台湾媒体认为这两次事件是促成中国大陆官方态度改变的因素。

### 2月3日东航包机
中國國民黨中央和全國台灣同胞投資企業聯誼會在2月3日包机前的1月27日（農曆大年初三），已成立代理党主席林荣德为成员的“七人小组”，进行居中协调，促成包机于2月3日第一次返台，后续仍有包机返台计划。湖北省台办副主任邢军志在2月7日的采访中则表示，2月3日包机事宜是“在有关方面的指导支持下，由湖北省和武汉市台办负责，武汉市台商协会协助……综合考虑请求协助的台胞人数、地域分布和组织有序等因素，决定首批安排武汉地区人员共250人，随后在2月5日运送省内其他16个市州的台胞。”为避免与其它国家撤侨程序雷同，陷入政治问题，采用台胞春节包机方式执行，飞行任务由中国大陆的中国东方航空公司执飞。日后，中共中央台办定调为“在鄂台胞搭乘东航春节加班机返乡”。台灣則定調為「武漢撤僑包機」。
2月2日，武汉台灣籍居民接获次日包机回台的通知。2月3日，国民党七人小组成员、台企联副会长、武汉市台商协会会长萧永瑞对外证实，接台办通知当日晚间6时执行第一批次返台包机。基于当地台灣籍居民人数，后续可能会有第二、第三班包机。湖北台灣同胞返台救援會會長徐正文亦自称是包机成功的协调者。
2月3日包机由中国东方航空公司执飞，共有247名乘客。日后，湖北省台办指原定乘客为250人，3人因登机前筛查被排除。徐正文指原定乘客为244人，湖北省台辦临时加塞3人。晚间9点28分，包机由武汉天河机场起飞，11时40分抵达台北桃园机场，隨即折返回陸。包机抵达前，台湾方面由海关、机场地勤、移民署、疾管署等单位组成专案小组。包机抵达后，即在台湾飞机维修公司厂棚对247名乘客进行检疫。
2月4日凌晨，专案小组完成检疫程序。发现1人发烧、2人喉咙不适（或形容为咳嗽症状）。3位疑似病患，与一名腹痛幼童及其陪同家长，共计5人，送入负压病房隔离。其余乘客分送烏來、林口、中部三个检疫所进行隔离。当日6时许，台湾方面完成乘客安置工作。三个隔离场所分属新北市新店区、桃园市龟山区和台中市。三个隔离场所被公开后，曾引发当地民众担忧。至2月18日，除确诊者外的246人解除隔离。
2月4日晚间，疾管署最高指揮官陈时中宣布，送入隔离病房的3位乘客中的一人確診為武漢肺炎患者，是为台湾第11例病例。除确诊病例外，由于247人中的七成不在陸委會预先提供给武汉市台办的优先名单内、含有数十名未入籍台湾（中华民国）的陆配等一系列问题，引发台湾舆论争议，讓兩岸失去互信。
湖北台灣同胞返台救援會會長徐正文在2月5日两度召开记者会。5日上午，徐正文指2月3日包机、救援會名單为244人。不在名單上的3人为“當地台辦”临时加塞，其中一人即是确诊患者
。对于外界质疑，中国大陆故意安排确诊病患登机，徐正文则不认同这一观点。徐正文指确诊患者为“加塞”上飞机后，再度引发台湾舆论的批判，舆论认为是中国国民党与中国大陆官方合作，将疫情引入台湾，是为“木马屠城”。
對于2月4日宣布的确诊病例，新华社和中共中央台办对其真实性有过质疑。在5日当日，台湾方面向大陆通报了确诊病例情况后。经大陆方面提醒，台湾方面于晚间8时许更正了此前误报的确诊病例所持台胞证证号。武汉市台办与该病例联系后，发现其并未收到确诊通知。而陳時中（7日）回應，「如果只用症狀評斷個案是否確診，『最後我們就會跟武漢一樣』」，他強調，要有科學證據才會確診，而台灣就是遵循科學證據並精準分析才守住防線。
由于徐正文发言引发巨大争议，中国国民党随即进行处理。2月6日，中國國民黨考紀會主委魏平政向媒體表示，徐正文的言行如果影響防疫，破壞黨的形象，就應該處理，因此已經通知徐正文所屬黨部（即黃復興黨部）進行相關資料蒐集，未來也會約詢徐正文，儘速完成調查。中國國民黨考紀會在当日做出决议，依据相关规定对徐正文作出“先行停止黨權”处分。此外，台灣政治團體——「台灣國辦公室」就此事件，依《反渗透法》及《兩岸人民關係條例》向台北地方法院檢察署告發徐正文。
2月6日，陆委会法政处处长蔡志儒指“第一波名單確實有陸配，都是跟著先生帶著小孩一起回來，她們也都有居留證，而這些名單本來就有登記要返台。”作为“國人的家人，當時都是可以回來，但回來後還是要接受居家檢疫14天”，后续返台名单正在与中国大陆沟通中。在陳鳳馨主持的电视节目《國民大會》中，民进党籍人士李俊毅强调台湾（中华民国）政府必须以“国人”为优先对象，他亦认为“陸配是台灣人的一份子，我覺得這時候不要失去人性”，陳鳳馨认为单身陆配不应在优先名单中，但不应排除与（台籍）子女同行的陆配，拆散家庭。
2月6日，中国国民党七人小组成员、武汉市台商协会会长萧永瑞接受台湾媒体采访。她指湖北省、武汉市台辦是推動和執行者，返台人员“不是向武漢台協、而是向（湖北省、武汉市）台辦申請，名單完全不由她掌控。”飞机执飞当晚，萧永瑞不在现场，处居家隔离状态。对于徐正文，她指「他跟武漢台協沒有關係，台企聯也未委託他協助國人返台相關事宜」、「徐正文跟民進黨政府沒有關係，民進黨也以為是國民黨的人，大陸方面還想國民黨怎麼會這樣做事，說到底他跟誰都沒有關係。」对于徐正文掌握返台细节的提问，萧永瑞表示「我們透過微信群發布消息，想回台灣的民眾就可以進來填表，他也不知怎麼進來這個群組，就把群裡的人結成他自己的小群。」其它报道中，则指除他人所建武汉滞留者的微信群外，“徐正文也出面成立一個微信群，一個拉一個找出滯留者。”
2月8日，中共中央台办在官方网站发布新华社在2月7日对湖北省台办副主任邢军志的采访。邢军志表示，3日包机名单是由台商提出需求，最後由台办确定，原定250人，经登机前筛查排除3人。247人中，沒有固定住所的临时来武汉人员168人，指出老弱群體也有上機，例如未满18岁少年儿童61人，60岁以上老人24人，已知慢性病患者13人等等。同时邢军志以“徐姓台商”指代，否认与徐正文有过接触。他亦肯定萧永瑞和武汉市台商协会工作人员对省市两级台办的协助工作，指“台湾一些人无视他们的辛劳和奉献，反而说三道四、抹黑攻击，这种恶劣行径令人不齿。”

### 2月5日、6日东航包机
2月4日，中国东方航空公司提出第二批包机返台运送计划，即5日、6日晚间各由中国东方航空执行2班、共运送890名台胞及其家属。2月4日晚，中华民国政府（具体部门不详）回绝中国东方航空公司板的方案。2月4日，陸委會法政处长蔡志儒表示，約有數百名在大陸台商表達想回台灣，將持續跟陸方溝通協調；至於陸媒宣稱5日還有包機，並非事實。当日，徐正文召开记者会表示，第二批台商仍依照原定計畫於5日返台，沒收到有要變化的消息；可能中間有些還要再溝通的部分，所以陸委會才說返台時間還不確定。同日，陸委會在新闻稿中表明台湾方面处理后续包机三原则：将与大陆方面协调如何强化防检疫作业的执行方式、启航前一日获得入境人员名册并审查入境资格、充足准备隔离收容场所确保返台人员都能够得到妥适的照顾。
2月5日，中國國民黨七人小组成员王育敏称，此前包机事宜因“陸委會跟中共中央台辦各自有堅持”而造成僵局，七人小组居中协调，最终“促成雙方放下政治成見”，完成3日包机事宜。她表示，在第一批包機成功之後，陸委會跟對岸已經建立溝通管道，未來的包機協調與溝通回歸陸委會與中共中央台辦。國民黨願意協助后续包机事宜。
2月5日，根据中共中央台办表示，大陆方面要求台方尽快提供其所称确诊病例有关信息，以便湖北方面和东航及时进行防疫调查并采取相应防疫措施，并表示将继续对全体返台乘客做好疫情排查和科学防护。中共中央台办表示，台方既没有提出“优先乘客名单”，也不回复确认东航运送安排，导致东航当天未能执飞，在武汉已作好登机准备的台胞被迫解散回家。台湾媒体在报道描述，“5日上午當被通知搭機的滯留者坐進前往機場的接駁車，台辦人員突然告知包機不飛了，‘是台灣不讓你們走’。”而在当日，陸委會副主委邱垂正在记者会强调，后续事宜必须满足陸委會在4日提出的三原则，确认5日和6日两天不会有第二班武汉返台包机。他指此前关于2月5日第二班包机的消息仅是媒体报导，陆委会与大陆方面的“相关沟通在实务并未出现过”。
2月5日晚，中华民国政府要求提供东航拟载运全部乘客名单。湖北省整理出979名台胞及其家属的名单和相关资料，并于6日上午9点前交给台方。
2月6日，行政院发言人谷辣斯·尤達卡转述行政院院长蘇貞昌在当日上午行政院会的表态。蘇貞昌表示，2月3日的包机“完全走樣，下不為例”。针对后续可能的包机事宜，他提出四点要求：一、弱勢優先，臨時出差到大陸、長期用藥、年長年幼者必須優先；二、檢疫優先，必須落實人員上機前檢驗；三，大陆方面應事先提供名單供台灣方面確認；四、包機要政府對政府磋商，至少海基會對海協會，不容許任何中間人居間處理，招搖邀功。
湖北省台办副主任邢军志在2月7日的采访，指“台湾当局阻止了（湖北省台办安排的5日）东航的运送工作”，“台湾当局口口声声说要安排弱势群体，实际上完全是置台胞的切身利益于不顾，根本就是口是心非。”
2月8日上午，台湾应对此次疫情的主管官员、中央流行疫情指揮中心指揮官陳時中回应，用政治口水來講專業防疫是沒有意義的事情，回歸專業才是最重要。他說:「我們是在對抗武漢肺炎的病毒」，是針對病毒而來，而不是國與國之間的關係。陸委會副主委李麗珍表示，陸方有說提了一批名單，但不是送到陸委會，而是一個中間的溝通管道。
另外，因認為包機名單不透明與考量台灣醫療量能，網路上有醫師發起公民連署，稱“拒絕特權式包機”。

### 两岸政府后续协商
2月13日下午，中央流行疫情指揮中心记者会上，指揮官、卫福部部长陳時中说明2月3日包机过程，他指中国大陆官方“不斷拖延，最後給予百般承諾，卻沒有做到”，确诊案例出现，“顯示中方根本沒有達成承諾。”陳時中表示，已向中国大陆官方提供121位急需返台國人名單，只派华航执飞。中国大陆官方“拒絕合作，堅持要東航執行任務，由於首班包機的流程問題重重，若是循第一班包機模式進行，將會有防疫漏洞。”因中国大陆官方坚持，他表示遗憾。
2月15日，中共中央台办转发新华社的报道，指中华民国政府在2月9日再度拒绝中国东方航空执行运送任务，指“拟由华航班机执行下一航次任务”，乘客以200人为限。当天并提交一份121人的“优先返回名单”。中共中央台办则表示，经湖北方面核定比对，台方的121人“优先运送名单”中排除了大量慢性病患者、60岁以上老人和不满18岁少年儿童，名单内真正需要优先的不足20人。台方2月11日至13日皆拒绝由中国东方航空执行运送任务，台方并称初步决定由华航在12日或13日执行载运任务。中国大陆方面表示拒绝由中华航空执行运送任务。
2月21日，鑽石公主號上的中华民国籍乘客搭乘华航包机返回台湾，蔡英文定调为「橫濱模式」（中华民国政府自行派機並行使檢疫權力），武汉地区人员撤离亦照此办理。24日，桃園市長鄭文燦指橫濱模式就是最好的模式，也是國際通用標準。他认为只要中国大陆政府“作調整，依照日本橫濱模式沒有什麼困難。”中國國民黨人士羅智強則指出，這反而是拋出政治問題，羅智強认为“蔡英文政府堅持要做‘登機前檢疫’，雖然立意良善，但也等於是要在大陸，行使台灣的公權力，難度極高”，蔡政府的主张亦与中国大陆政府反对的“一邊一國”相类。中國國民黨籍立法委员陳以信指出，或以厦门、上海为第三地中轉，搭配華航班機的「橫濱模式」進行，或两岸政府各退一步，以东航班机空载至台湾，运载检疫人员至大陆，再折返，完成包机。馬英九基金會執行長蕭旭岑質疑蔡英文堅持的「橫濱模式」，「若此模式無法接回國人，再好也是徒然。」
湖北省台辦在2月27日晚間表示，2月3日東航運送首批247名台胞返鄉後，在後續運送安排上，中國大陸方面已通過兩岸民航聯繫渠道建議，願由東航和華航共同執飛武漢至台灣。其提案內容為：由東航和華航各安排6個臨時航班的班次（根據目前申請數約1100人次）儘快完成滯留湖北台商運送。但台灣方面已拒絕這一共同執飛運送方案
。

### 3月10日第二批包機
起初，中華民國政府在第一批台灣居民返台後，因稱發現感染病例而中斷後續原定計劃，並提出了「台灣派員赴中進行檢疫」等模式。此後由於政治敏感細節問題，雙方提出的方案均無法達成一致，致使計劃一度中斷。此後经过两岸当局协商谈判，最終談出共同執飛方案。台灣消息指出，兩岸可以說是溝通許久，甚至到10日都還持續不斷就細節溝通，像是隔離衣穿戴規則等。最後，在以健康為主要考量因素下，第2批武漢包機才最終得以放行。
湖北台辦稱，台方是在3月7日鬆口同意大陸方面的安排共同運送，並於8日連夜彙整出一份407人運送名單。根據這份名單，這四百名台胞涉及湖北15個市州，需返台就醫、用藥者超過四成，隨家長同行的少兒約佔34％，急需返台復工者佔23％，還有臨時來湖北、滯留一個多月且在湖北沒有固定住所人員近40人，有許多是滯留在十堰、宜昌及神農架等較遠地區的人員。由於各種原因，直到10日下午運送人數一直在動態變化，最終實際運送會較原計劃有所減少，主要有三類情況：一是部分台胞在9日做最後統計確認時改變想法，其中一些人不希望回台灣後接受14天強制隔離；二是有台胞在向武漢集結過程中經體溫檢測有發熱症狀，也有台胞不願做核酸檢測，他們最後都沒有登機；三是有大陸配偶未成年子女因未持有中華民國護照不能入境。另外，上述一些台胞因各種原因未參加運送、飛機艙位出現空缺的情況下，大陸台辦方面希望於本梯次核定名單之外，額外遞補候補的30多位台灣人參加10日運送，台灣因入境疫情管控措施安排以及第一次包機大陸方面管控不佳等考量而拒絕。。
3月11日凌晨，由東航和華航執飛的包機航班抵達台灣。